# Mulyosri
Mulyosri is een bestuurslaag in het regentschap Kebumen van de provincie Midden-Java, Indonesië. Mulyosri telt 1577 inwoners (volkstelling 2010).